# Prostaglandinanaloger
Prostaglandinanaloger är en grupp hormonliknande ämnen som används i flera ögonläkemedel, hårprodukter och andra kosmetiska produkter. Ämnet kan orsaka rodnad, klåda och ögonirritation, samt förändringar av ögonfärgen.
Prostaglandinanaloger används i flera ögonläkemedel för att sänka ögontrycket vid grön starr, och vanliga biverkningar för dessa ögonläkemedel är ögonirritation, klåda, rodnad av ögonvitan, ögonsmärta och förändring av ögonfärgen med ökad pigmentering i regnbågshinnan. 
Kosmetiska produkter som säger sig ge tillväxt av ögonfransar och ögonbryn finns att köpa på den svenska marknaden som ögonfransnäring eller ögonfransserum, men Läkemedelsverket avråder konsumenter från att använda produkter innehållande prostaglandinanaloger, såsom isopropyl cloprostenate och dechloro-dihydroxy-difluoro-ethylcloprostenolamide, på grund av biverkningarna.[källa behövs]